# بزلمة
البَزْلَمَة أو البَزْلَامَة أو البازلاما باللغة التركية والإنجليزية: Bazlama) هو خبز من المطبخ التركي، يتكون من طبقة واحدة مسطحة ومستديرة؛ ويُصنع من العجين المخمّر ويكون بلون أصفر كريمي. معدل سماكة هذا الخبز 2 سم ويتراوح قطره بين 10 و25 سم. بازلاما الخبز المخمر المسطح المعروف في تركيا مكون من دقيق القمح، الماء، ملح الطعام والخميرة. بعد خلط المكونات مايقارب 200 إلى 250 جرام من العجينة لفترة تتراوح بين ساعتين إلى ثلاث ساعات، يتم تقسيمها إلى أرغفة مستديرة وتغطّى بألواح حسب الكثافة المرغوبة. ويتم خبزها على طبق ساخن.
خلال هذه الفترة يتم تقليب الخبز لينضج الوجه الأخر من الطبق. ويستهلك طازجا بشكل عام. إن صلاحية استهلاك البزلمة هذا الخبز التركي الأصل والنوعية تبدأ من بضع ساعات إلى عدة أيام استنادا إلى شروط التخزين.